# Unbelievable (EMF)
Unbelievable is een nummer van de Britse band EMF uit 1990. Het is de eerste single van hun debuutalbum Schubert Dip.
Het nummer werd in diverse landen een grote hit, en was ook de enige hit die EMF ooit heeft gehad. In het Verenigd Koninkrijk haalde het de 3e positie. In de Nederlandse Top 40 wist het nummer de 6e positie te behalen, en in de Vlaamse Radio 2 Top 30 de 5e.